# 尼娜·别尔别罗娃
尼娜·尼古拉耶夫娜·别尔别罗娃（俄語：Ни́на Никола́евна Бербе́рова，羅馬化：Nina Nikolayevna Berberova，1901年8月8日—1993年9月26日）出生於俄羅斯列寧格勒州的聖彼得堡，是俄裔美籍作家和詩人。

## 生平
尼娜·别尔别罗娃的父親是亞美尼亞人、母親是俄羅斯人，小時候住在聖彼得堡，幼年開始即有寫詩的雅興，而她在接近成年的時間，國家正值動亂時期，遭逢1917年俄國革命、布列斯特-立陶夫斯克條約和德意志帝國，1922年她與夫婿弗拉季斯拉夫·霍達謝維奇從蘇維埃聯邦搬到威瑪共和國的柏林，1924年再搬到法國巴黎。
在巴黎定居之後的尼娜·别尔别罗娃，開始為立憲民主黨的黨機關報《最新新聞》撰稿，這份報紙針對白俄移民所發行，尼娜·别尔别罗娃除了負責編輯以外，她也在報紙上發表短篇小說、詩歌、電影評論，甚至倡議俄國文學的編年史和介紹，同時間她和許多流亡的俄羅斯文人交好，例如：弗拉基米爾·納博科夫、鲍里斯·帕斯捷尔纳克、瑪琳娜·茨維塔耶娃和弗拉基米爾·馬雅可夫斯基。
在巴黎生活25年之後，尼娜·别尔别罗娃在1950年移居到美國，並在1959年取得美國公民，先在耶魯大學任教，主要教學俄羅斯語，後來又前往普林斯頓大學教書，直到1971年退休。

## 作品
尼娜·别尔别罗娃的著作產量豐富，橫跨各種類型的文學作品，大多交由比利時休伯特·奈森的Actes Sud出版社發行。

### 長篇小說
- 1985年：《L'Accompagnatrice》
- 1986年：《Le Laquais et la putain》
- 1988年：《Astachev à Paris》
- 1988年：《Le Roseau révolté》
- 1989年：《La Résurrection de Mozart》
- 1989年：《Le Mal noir》
- 1990年：《De cape et de larmes》
- 1991年：《À la mémoire de Schliemann》
- 1991年：《Roquenval》
- 1994年：《La Souveraine》
- 1996年：《Le Livre du bonheur》
- 2001年：《Les Derniers et les premiers》
- 2002年：《Le Cap des tempêtes》

### 法式小說
- 1992年：《Chroniques de Billancourt》
- 1993年：《Où il n'est pas question d'amour》
- 1995年：《Les Dames de Saint-Pétersbourg》
- 1995年：《Zoïa Andréevna, Actes Sud》
- 1996年：《Nabokov et sa Lolita》
- 2003年：《La grande ville》

### 人物傳記
- 1987年：《Tchaïkovski》[5]
- 1987年：《Histoire de la baronne Boudberg》
- 1987年：《C'est moi qui souligne》
- 1987年：《Borodine》, Actes Sud, 1989.
- 1991年：《Alexandre Blok et son temps》

### 歷史紀實
- 1990年：《L'affaire Kravtchenko》
- 1990年：《Les Francs-maçons russes du XXe siècle》

### 詩歌
- 1998年：《Anthologie personnelle》